# Sasha (zanger)
Sascha Schmitz (Soest (Duitsland), 5 januari 1972) is een Duitse zanger. Hij is vooral bekend van zijn hit If you believe.

## Biografie
Sasha werd op 5 januari 1972 in het Duitse Soest geboren als Sascha Schmitz. Hij werd daar opgevoed door zijn alleenstaande moeder. Zijn muzikale carrière begon als leadzanger van de schoolband Junkfood. De demo die de groep heeft opgenomen, leverde geen platencontract op en al gauw ging de groep uit elkaar. Sasha werd wel gevraagd als achtergrondzanger in het nummer Gibt's doch gar nicht van de Duitse rapper Der Wolf. Toen Sasha in 1998 meezong in het nummer Wannabe your lover van de Duitse rapster Young Deenay en vervolgens ook op de hoes van de single genoemd werd, brak hij pas echt als zanger door. Het nummer behaalde de zevende plaats in de Duitse hitlijst. De volgende single I'm still waiting namen ze ook samen op, maar deze keer was de grootste rol voor Sasha weggelegd. Dit nummer kwam op nummer 14 in Duitsland. Dat jaar besloot Sasha zijn studie af te breken en zich geheel te richten op een carrière in de muziek.
If you believe was de eerste single die Sasha solo uitbracht. Hiermee had hij internationaal succes. Zowel in de Duitstalige landen als in Nederland en Vlaanderen haalde het nummer de top 5. De opvolgers We can leave the world en I feel lonely en het album Dedicated to... deden het hier minder goed, maar waren in zijn thuisland ook erg succesvol. Zijn populariteit werd in Duitsland in 1999 bekroond met enkele muziekprijzen, waaronder de Bambi en Comet voor beste nieuwkomer. In 2000 kreeg hij zelfs de belangrijkste Duitse muziekprijs voor beste nieuwkomer: een Echo. Dat jaar wist hij in Nederland enkel nog de tipparade te halen met Let me be the one van zijn nieuwe album ...You. Ook in de Duitstalige landen nam het succes weliswaar wat af, maar alle singles van zijn nieuwe album leverden hem stuk voor stuk hits op. In 2002 mocht hij zelfs als ambassadeur voor Unicef een optreden geven in het Vaticaan voor Paus Johannes Paulus II.
In 2000 bereikte een remix van If you believe ook de Amerikaanse dancehitlijsten. Daarmee haalde hij de woede op de hals van de Britse dj Alexander Coe, die sinds 1989 onder de naam Sasha opereert. De verwarring die ontstond over van wie het nummer afkomstig was, leidde tot een rechtszaak over de naam. In oktober van 2000 sprak de rechter uit dat beide Sasha's het recht op de naam hebben in het land waar ze het eerst de markt betraden. Dat betekende voor Sasha Schmitz dat hij een andere naam moest gaan gebruiken in Groot-Brittannië en in de Verenigde Staten. In Duitsland trok Alexander Coe aan het kortste eind en moet hij als DJ Sasha verder.

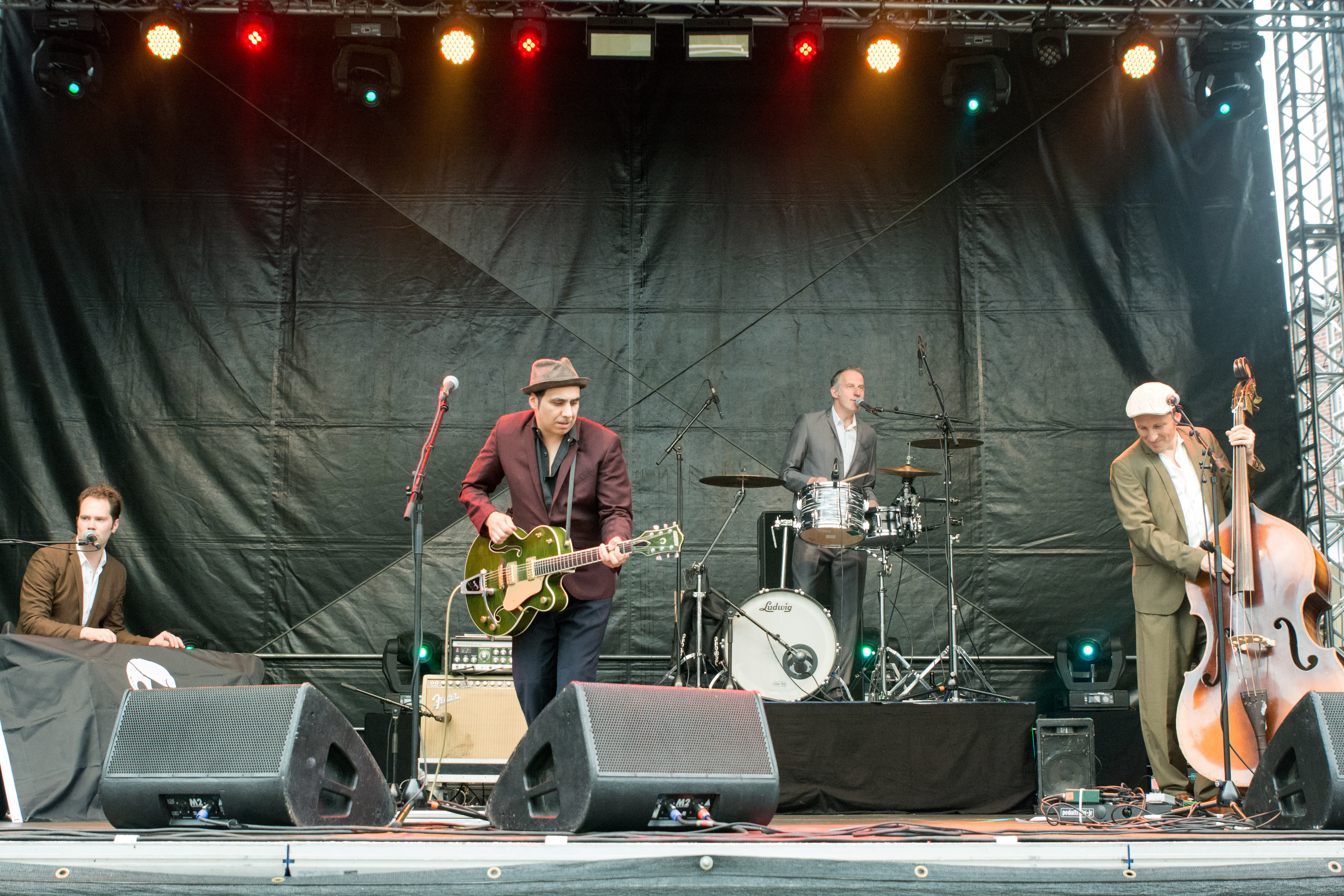
The Blackbeats 2016

In 2003 richtte Sasha de rockabillygroep Dick Brave & the Backbeats op, waarvan hij als Dick Brave de leadzanger is. Deze naam is waarschijnlijk afgeleid van Nick Cave & The Bad Seeds. Met Dick Brave beleefde Sasha hernieuwd succes. De groep bracht nummers uit de jaren 50 en 60 en speelde bekende nummers uit de jaren 80, 90 en 2000 in rockabillystijl. Sasha bedacht voor de groep een eigen geschiedenis die gebaseerd lijkt te zijn op Sasha's eigen leven en dat van Amerikaanse rock-'n-rollartiesten als Elvis Presley. Volgens de legende komen Dick Brave & the Backbeast uit Vancouver en groeide Dick Brave zonder vader op, net als Sasha zelf. Toen Dick Brave in militaire dienst ging, werd hij gestationeerd in Soest: Sasha's geboorteplaats. Volgens deze legende is 2003 het jaar dat de groep zijn comeback deed, het album Dick this! leverde Sasha's eerste nummer 1-notering op in de Duitse albumlijst en zijn single Take good care of my baby, een cover van Bobby Vee, werd een hitje. In december 2004 stopte Sasha weer met dit alter ego, maar op 7 januari 2006 trad hij nog één keer als Dick Brave op, op het huwelijksfeest van de Amerikaanse zangeres Pink, van wie hij het nummer Get the party started als rockabillynummer had opgenomen.
Na zijn uitstapje als Dick Brave was de interesse in de zanger Sasha weer gegroeid. In 2006 bracht hij de albums Open water en Greatest hits uit. Dat laatste album bevat het nummer Coming home, dat voor Sasha de eerste Duitse top 10-hit betekende sinds I feel lonely uit 1999. In 2007 werd ook de opvolger Lucky day in Duitsland een grote hit.

## Discografie

### Albums
| Album met eventuele hitnotering(en) in de Nederlandse Album Top 100 | Datum van verschijnen | Datum van binnenkomst | Hoogste positie | Aantal weken | Opmerkingen |
| ------------------------------------------------------------------- | --------------------- | --------------------- | --------------- | ------------ | ----------- |
| Dedicated to...                                                     |                       | 03-04-1999            | 22              | 22           |             |

### Singles
| Single met eventuele hitnotering(en) in de Nederlandse Top 40 | Datum van verschijnen | Datum van binnenkomst | Hoogste positie | Aantal weken | Opmerkingen |
| ------------------------------------------------------------- | --------------------- | --------------------- | --------------- | ------------ | ----------- |
| If you believe                                                |                       | 20-03-1999            | 3               | 20           |             |
| We can leave the world                                        |                       | 19-06-1999            | tip             |              |             |
| I feel lonely                                                 |                       | 09-10-1999            | 27              | 10           |             |
| Let me be the one                                             |                       | 25-03-2000            | tip             |              |             |

| Single met hitnotering(en) in de Vlaamse Ultratop 50 | Datum van verschijnen | Datum van binnenkomst | Hoogste positie | Aantal weken | Opmerkingen |
| ---------------------------------------------------- | --------------------- | --------------------- | --------------- | ------------ | ----------- |
| If you believe                                       | 26-10-1998            | 24-04-1999            | 2               | 19           |             |
| We can leave the world                               | 08-03-1999            | 31-07-1999            | 23              | 9            |             |
| I feel lonely                                        | 21-06-1999            | 09-10-1999            | tip9            | -            |             |
| Let me be the one                                    | 20-03-2000            | 01-04-2000            | tip7            | -            |             |
| Chemical reaction                                    | 26-06-2000            | 16-09-2000            | tip7            | -            |             |